# Stateful Packet Inspection
Stateful Packet Inspection (Stateful Firewall) – funkcja zapór sieciowych zwiększająca bezpieczeństwo w sieci LAN.
Po nawiązaniu sesji przez aplikację firewall nadzoruje stan wszystkich połączeń przechodzących przez niego i analizuje nagłówki pakietów pod kątem, czy pakiety te są przesyłane przez aplikacje dopuszczone do ruchu sieciowego. W zależności od wyniku tejże analizy pakiety są przepuszczane lub odrzucane.
Wczesne implementacje SPI funkcjonowały w warstwie aplikacji Modelu OSI, lecz wymagało to użycia zbyt dużej mocy obliczeniowej procesora. Współczesne zapory korzystają z filtra pakietów, który funkcjonuje w warstwie sieciowej i działa efektywniej, gdyż analizuje tylko nagłówki pakietów.